# 5811 Keck
5811 Keck è un asteroide della fascia principale. Scoperto nel 1988, presenta un'orbita caratterizzata da un semiasse maggiore pari a 2,5987005 UA e da un'eccentricità di 0,3046332, inclinata di 10,28426° rispetto all'eclittica.